# Numazu
Numazu (沼津市 -shi) é uma cidade japonesa localizada na província de Shizuoka.
Em 1 de Março de 2005 a cidade tinha uma população estimada em 213 000 habitantes e uma densidade populacional de 1 133 h/km². Tem uma área total de 187,10 km².
Recebeu o estatuto de cidade a 1 de Julho de 1923.

## Cidades-irmãs
- Kalamazoo, EUA
- Yueyang, China
- Ueda, Japão